# Contea di Suichuan
La contea di Suichuan (遂川县S, Suìchuān XiànP) è una contea della Cina, situata nella provincia di Jiangxi e amministrata dalla prefettura di Ji'an.